# Pachybrachis freidbergi
Pachybrachis freidbergi es una especie de insecto coleóptero de la familia Chrysomelidae.
Fue descrita científicamente en 1994 por Lopatin in Lopatin & Konstantinov.